# Irina Chudoroškina
Irina Aleksandrovna Chudoroškina (in russo Ирина Александровна Худорошкина?; Tonarskiy, 13 ottobre 1968) è un'ex pesista russa, bronzo olimpico nell'edizione di Atlanta 1996.
Nel 2004 è stata trovata positiva all'idroclorotiazide e squalificata dalle competizioni per due anni dall'8 aprile 2004 al 7 aprile 2006.

## Palmarès
| Anno | Manifestazione | Sede       | Evento         | Risultato | Misura  | Note |
| ---- | -------------- | ---------- | -------------- | --------- | ------- | ---- |
| 1996 | Europei indoor | Stoccolma  | Getto del peso | Argento   | 19,07 m |      |
| 1996 | Olimpiadi      | Atlanta    | Getto del peso | Bronzo    | 19,35 m |      |
| 2006 | Europei        | Göteborg   | Getto del peso | 7ª        | 18,44 m |      |
| 2007 | Europei indoor | Birmingham | Getto del peso | Argento   | 18,50 m |      |
| 2008 | Olimpiadi      | Pechino    | Getto del peso | 25ª       | 16,84 m |      |

## Altre competizioni internazionali
2006
- Coppa Europa di atletica leggera ( Malaga)